# Салонтаи, Золтан
Золтан Салонтаи (венг. Szalontai Zoltán, р. 15 августа 1956) — венгерский борец вольного стиля, призёр чемпионатов Европы.

## Биография
Родился в 1956 году в Мишкольце. В 1978 году стал бронзовым призёром чемпионата Европы и занял 5-е место на чемпионате мира. В 1980 году стал бронзовым призёром чемпионата Европы, а кроме того принял участие в Олимпийских играх в Москве, но занял там лишь 8-е место. В 1981 году занял 11-е место на чемпионате Европы. В 1982 году стал серебряным призёром чемпионата Европы и занял 5-е место на чемпионате мира. В 1983 году занял 5-е место на чемпионате Европы, и 6-е — на чемпионате мира. На чемпионате Европы 1984 года занял 5-е место. В 1985 году занял 4-е место на чемпионате Европы, и 5-е — на чемпионате мира. В 1986 году занял 8-е место на чемпионате Европы.